# Clytra laeviuscula
Clytra laeviuscula là một loài bọ cánh cứng trong họ Chrysomelidae.